# Маганья, Рауль Альфредо
Рау́ль Альфре́до Мага́нья Монсо́н (исп. Raúl Alfredo Magaña Monzón; 24 февраля 1940, Санта-Ана — 30 сентября 2009, Сан-Сальвадор) — сальвадорский футболист, вратарь, после завершения игровой карьеры — футбольный тренер.
В составе сборной Сальвадора участвовал в чемпионате мира 1970 года.

## Карьера

### Клубная
Дебютировал в команде ФАС в возрасте 18 лет, выйдя на замену в матче против коста-риканской «Саприссы». С ФАС трижды выигрывал чемпионат Сальвадора. В первой половине 1960-х годов играл в различных гватемальских клубах, в период выступления за «Универсидад» окончил Университет Сан-Карлос, получил диплом экономиста. После возвращения из Гватемалы играл за «Альянсу», с которой выиграл чемпионат Сальвадора в сезоне 1965/66, затем перебрался в Канаду. Отыграл сезон 1968 года в новообразованной САФЛ за «Торонто Фэлконс».
Снова вернувшись на родину, выиграл с «Атлетико Марте» чемпионаты Сальвадора сезонов 1968/69 и 1970.
Завершил карьеру в 1975 году в составе «Альянсы».

### В сборной
За сборную Сальвадора играл с 1961 по 1970 год. Дебютировал 19 марта 1961 года. Принимал участие в первом в истории для Сальвадора чемпионате мира 1970 года, на котором был основным вратарём и сыграл все 3 матча. Последняя игра группового турнира против сборной СССР 10 июня стала для Маганьи последней в составе сборной.
Его кумиром был советский вратарь Лев Яшин. Так же как Яшин, Маганья предпочитал играть в чёрном свитере и кепке.

### Тренерская
Четыре раза возглавлял сборную Сальвадора, а также тренировал различные клубные команды в Сальвадоре.
Помимо тренерской занятости, Маганья много лет работал в структуре КОНКАКАФ, ведущим спортивных новостей на телевидении, футбольным комментатором на радио, вёл колонку в газете.
Последним его местом работы в качестве главного тренера стал «Атлетико Марте», который он вернул в высший дивизион.